# Regina Opisso
Pour les articles homonymes, voir Opisso et Sala.
Regina Opisso i Sala, née le 21 janvier 1876 à Tarragone et morte à Barcelone le 7 mars 1965, est une journaliste, romancière, musicologue et femme de lettres républicaine espagnole.
Après la guerre d'Espagne en 1939, elle devient écrivaine de roman d'amour et de littérature de jeunesse pour survivre sous la dictature franquiste, sous le nom de plume de Rosa de Nancy.

## Biographie
Regina Opisso i Sala naît le 21 janvier 1879 à Tarragone, en Catalogne.
Au cours des années 1930 sous la République, elle publie dans plusieurs journaux en catalan et en espagnol, notamment sur le thème des droits et de la condition des femmes. Catalaniste républicaine, inspirée par l'anarchisme politique, elle écrit notamment les romans La víctima, Mi honor... ¡no importa! ou encore ¡Me basto yo! .
Après la guerre d'Espagne, sous la dictature franquiste, elle doit se reconvertir en autrice de littérature de jeunesse et de romans roses sous plusieurs pseudonymes dont celui, le plus célèbre, de Rosa de Nancy, pour survivre durant le régime de Franco.
Elle décède le 7 mars 1965 dans la ville de Barcelone.

## Famille Opisso
- La famille Opisso est formée de plusieurs personnalités remarquables, dont la plupart des hommes sont passés à la postérité, mais dont les destins féminins ont été invisibilisés sous la dictature de Franco[8].

- Le grand-père de Régina est Josep Opisso i Roig, journaliste et directeur du Diari de Tarragona[9]. Ses parents sont Antònia Sala i Gil et Alfred Opisso i Vinãs, journaliste, historien et critique[10]. Son frère est le peintre et dessinateur Ricard Opisso i Sala[9].

- Elle est la nièce des écrivains Antònia Opisso[11] et Antoni Opisso[12].